# HD231591
HD231591 — хімічно пекулярна зоря спектрального класу
B5 й має видиму зоряну величину в смузі V приблизно 11,0.

## Пекулярний хімічний склад
Зоряна атмосфера HD231591 має підвищений вміст 
He
.